# Шандриголовская волость (Изюмский уезд)
Шандриголовская во́лость — историческая административно-территориальная единица Изюмского уезда Харьковской губернии с волостным правлением в слободе Шандриголова.
По состоянию на 1885 год состояла из 14 поселений, 2 сельских общины. Население — 6694 человека (3353 человек мужского пола и 3341 — женского), 1170 дворовых хозяйств.
|                       | Площадь | В т.ч. пахотной |
| --------------------- | ------- | --------------- |
| Сельских общин        | 13997   | 9266            |
| Частной собственности | 2357    | 1266            |
| Другой собственности  | 114     | 58              |
| В целом               | 16468   | 10590           |

Основные поселения волости:
- Шандриголова — бывшая государственная слобода при реке Нетриусе в 3 верстах от уездного города. В слободе  волостное правление, 349 дворов, 1077 жителей, православная церковь, школа, почтовая станция, 7 лавок, 2 постоялых двора, базар (по воскресеньям), 4 ярмарки, 3 кожевенных завода.[1]
- Рубцова — бывшая государственная слобода при реке Осколе. В слободе 184 двора, 1026 жителей, православная церковь, лавка, ярмарка.[1]
- Хлепатуровка (Лозовая) — бывшая государственная деревня при реке Оскол. В деревне 183 двора, 1020 жителей.[1]

Храмы волости:
- Иоанна Милостивого церковь в слободе Рубцовой.[2]
- Иоанно-Богословская церковь в слободе Шандриголове.[2]